# 賴清標
賴清標（1855年—1915年11月），臺灣彰化縣捒東下堡田心（今臺中市南屯區田心里）人:5，祖籍福建漳州府平和縣:131，臺灣日治時期政治人物。

## 生平
賴清標咸豐五年（1855年）出生:5，其祖先曾在梧棲一帶養鴨，後搬至土庫致富，有一百多甲水田，分散在田心仔、土庫、永定厝等地:131。
1897年，賴清標經推薦擔任臺中廳蔴園頭長，1905年獲贈紳章:194。1909年遷往犁頭店區（今南屯區）:5，1914年任該區區長:194。1915年11月過世:5:194，死前曾表示希望能將玄米五十石施予貧民，並囑咐其子賴萬、賴秀捐出四千圓，作為「臺中行旅病人收容所」之建築費。因賴清標曾在1913年與陳盛規劃臺中萬和宮的重修工程，故其死後在該宮後殿立有祿位:131。其墓則位於今南屯區春社里:132。